# EF-G
EF-G (factor de elongación G, históricamente conocido como translocasa) es un factor de elongación procariota implicado en la traducción de proteínas. Como GTPasa, EF-G cataliza el movimiento (translocación) del ARN de transferencia (ARNt) y ARN mensajero (ARNm) a través del ribosoma.

## Estructura
Codificado por el gen fusA en el operón str, EF-G está compuesta de 704 aminoácidos que forman 5 dominios, referidos como Dominio I a Dominio V. El Dominio I también se le conoce como Dominio-G o Dominio I(G), ya que interactúa con guanosín trifosfato (GTP) y lo hidroliza. El Dominio I también participa en la interacción de EF-G con el ribosoma, y contiene la región N-terminal de la cadena polipeptídica. El Dominio IV es esencial para la translocación, pues experimenta un gran cambio conformacional y se introduce en el sitio A de la subunidad 30S del ribosoma, empujando el ARNm y ARNt  del sitio A al sitio P del ribosoma.
Los cinco dominios pueden ser también separados a dos super-dominios. El super-dominio I consta de los dominios I y II, y el super-dominio II consta de los dominios III - IV. Durante la translocación, el super-dominio I se mantiene relativamente sin cambios, ya que es responsable de la estrecha interacción con el ribosoma. Sin embargo, el super-dominio II experimenta un gran movimiento rotacional del estado pre-translocacional (PRE) al estado post-translocacional (POST). El super-dominio I  es similar a las secciones equivalentes de EF-Tu, mientras que el super-dominio II en el estado POST imita el ARNt del complejo ternario EF-Tu·GTP·aa-ARNt.

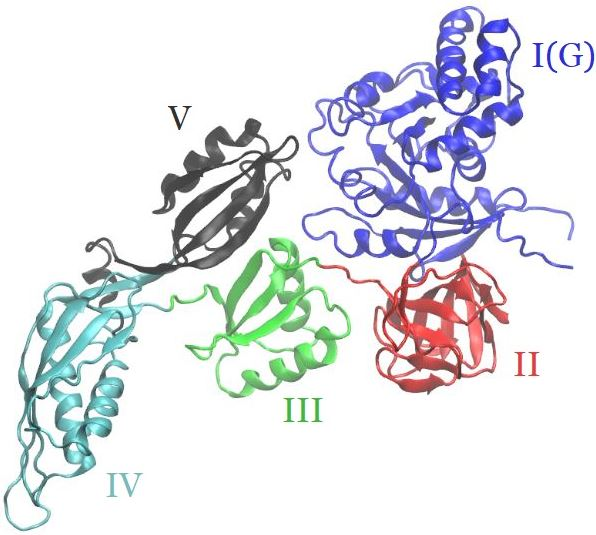
Estructura cristalográfica de EF-G en el estado POST con los dominios I - V marcados. PDB ID: 4V5F

### EF-G en el ribosoma

#### Interacción con L7/L12
L7/L12 es una proteína multicopia de la subunidad grande del ribosoma bacteriano que interactúa con ciertas GTPasas, como el factor de iniciación 2, factor de elongación-Tu, factor de liberación 3, y EF-G. Específicamente, el C-terminal de L7/L12 interactúa con EF-G y es necesario para la hidrólisis del GTP.

#### Interacción con el centro asociado de GTPasa
El Centro Asociado de GTPasa (GAC) es una región de la subunidad grande del ribosoma que consta de dos regiones más pequeñas del ARN ribosomal llamadas el tallo L11 y el bucle sarcina-ricina (SRL, sarcin-ricin loop). Como el SRL está altamente conservado en la evolución, el SRL es crítico para ayudar a las GTPasas a unirse al ribosoma, pero no es esencial para la hidrólisis del GTP. Hay algunas evidencias de que un oxígeno del fosfato en el residuo A2662 del SRL puede ayudar a hidrolizar GTP.

Animación del ribosoma 70S con el ARNt del sitio P (naranja), ARNt del sitio E (verde), ARNm (amarillo), y EF-G (rojo) en el estado POST. PDB ID: 4W29

## Función en elongación
EF-G cataliza la translocación del ARNt y ARNm en el ribosoma al final de cada ronda de elongación polipeptídica. En este proceso, el centro peptidil transferasa (PTC) cataliza la formación de un enlace peptídico entre aminoácidos, transfiriendo la cadena polipéptídica del ARNt del sitio P al ARNt del sitio A. Así, las subunidades 50S y 30S del ribosoma pueden rotar relativamente entre ellas aproximadamente 7°. Esta rotación esta acompañada del movimiento de los extremos 3' de ambos ARNt de los sitios A y P en la subunidad grande a los sitios P y E respectivamente, mientras que los anticodones se mantienen en su posición original en la subunidad pequeña. Este estado intermedio del ribosoma, en el cual el primer ARNt ocupa una posición híbrida A/P y el segundo ARNt ocupa la posición híbrida P/E la posición es el substrato para EF-G-GTP.
Como GTPasa, EF-G asociada a GTP se une a este estado intermedio del ribosoma cerca el sitio A e hidroliza GTP, liberando guanosín difosfato y fosfato inorgánico:
{\displaystyle {\ce {GTP + H2O -> GDP + P_{i}}}}
La hidrólisis de GTP permite un gran cambio conformacional de EF-G, forzando el ARNt A/P a ocupar completamente el sitio P, el P/E tRNA a ocupar completamente el sitio E (y salir del ribosoma), y el mRNA para cambiar tres nucleótidos abajo relativos al ribosoma. El PIB-EF atado-molécula de G entonces disocía del complejo, dejando otro libre Un-sitio donde el ciclo de alargamiento puede empezar otra vez.

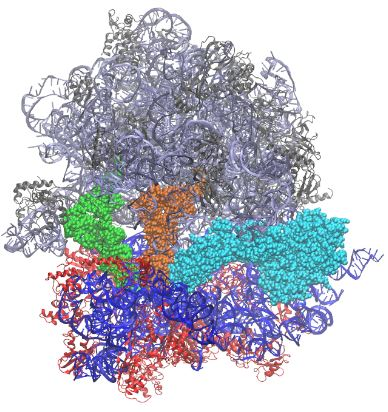
Estructura cristalográfica del ribosoma con dos ARNt (naranja y verde) y EF-G (en cian) después de la translocación. PDB ID: 4W29.

## Función en terminación
El proceso de elongación continúa hasta que un codón de terminación aparece en el ARNm. Un factor de liberación de clase I (RF1 o RF2) interacciona con el codón de terminación, el cual induce la hidrólisis del enlace péptido-ARNt en el sitio P, péptido naciente continúa plegándose y deja el ribosoma 70S, el ARNm, el ARNt (en el sitio P), y el factor de liberación de clase I (en el sitio A).
De manera GTP-dependiente, el reciclaje subsiguiente es catalizado por el factor de liberación de clase II llamado RF3/prfC, el factor de reciclaje del ribosoma (RRF), el factor de iniciación 3 (IF3) y EF-G. RF3 libera al factor de liberación de clase I para poder ocupar el sitio A del ribosoma. Un sitio. EF-G hidroliza GTP y experimenta un gran cambio conformational para empujar RF3 en el ribosoma, el cual ocurre junto a una disociación del ARNt y promueve la rotación entre las subunidades del ribosoma. Este movimiento rompe el puente B2a/B2b, el cual conecta las subunidades 30S y 50S, de modo que el ribosoma puede disociar. IF3 entonces aísla la subunidad 30S para impedir la reasociación.

## Importancia clínica
EF-G en bacterias patógenas puede ser inhibido por antibióticos que impiden la asociación de EF-G al ribosoma, la translocación o la disociación del ribosoma.
Por ejemplo, el antibiótico tioestreptona impide a EF-G asociarse al ribosoma de forma estable. Otros antibióticos como ditiromicina y GE82832 inhiben la translocación, pero no inhiben la asociación de EF-G al ribosoma.
El ácido fusídico inhibe el crecimiento de Staphylococcus aureus y otras bacterias mediante el bloqueo de EF-G en el ribosoma, impidiendo que se pueda disociar. Aun así, algunas bacterias han desarrollado resistencia al ácido fusídico debido a mutaciones puntuales en el gen fusA, el cual impide la interacción del antibiótico con EF-G.

## Evolución
EF-G tiene una historia evolutiva compleja, con numerosas versiones parálogas en bacterias, sugiriendo subfuncionalización de diferentes variantes de EF-G.
Los factores de elongación existen en los tres dominios taxonómicos con una función similar en el ribosoma. Los homólogos eucariotas y arqueas de EF-G son eEF2 y aEF2, respectivamente. En bacterias (y algunas arqueas), el gen fusA que codifica EF-G está encontrado dentro del gen conservado str, con la secuencia 5′ - rpsL - rpsG - fusA - tufA - 3′. Sin embargo, existen dos otras formas importantes de EF-G en algunas especies de espiroquetas, planctomicetos, y δ-proteobacterias, los cuales forman el grupo spd de bacterias que tienen factores de elongación spdEFG1 y spdEFG2.
De spdEFG1 y spdEFG2 evolucionaron los factores de elongación mitocondriales mtEFG1 (GFM1) y mtEFG2 (GFM2), respectivamente. Las dos funciones de EF-G en la elongación y la terminación de traducción de proteínas están divididas entre los factores de elongación mitocondriales, con mtEFG1 responsable de la translocación y mtEFG2 responsable de la terminación y reciclaje con RRF mitocondrial.